# Гавардо
Гавардо (итал. Gavardo) је насеље у Италији у округу Бреша, региону Ломбардија.
Према процени из 2011. у насељу је живело 8323 становника. Насеље се налази на надморској висини од 204 м.

## Становништво
| 1931. | 1936. | 1951. | 1961. | 1971. | 1981. | 1991. | 2001.  | 2011.  |
| ----- | ----- | ----- | ----- | ----- | ----- | ----- | ------ | ------ |
| 6.372 | 6.495 | 7.634 | 7.937 | 8.307 | 8.683 | 9.156 | 10.089 | 11.686 |